# Rotheca luembensis
Rotheca luembensis là một loài thực vật có hoa trong họ Hoa môi. Loài này được (De Wild.) R.Fern. mô tả khoa học đầu tiên năm 2000.